# 貝尼迪克特 (明尼蘇達州)
貝尼迪克特（英語：Benedict）是位於美國明尼蘇達州哈伯德縣萊克波特鎮區的一個非建制地區。

## 歷史
貝尼迪克特的郵局於1907年設立，其後於1995年停運。此地得名自一早期定居者的名字。

## 地理
貝尼迪克特所處的海拔為高於海平面402米（即1319英呎），而該地所採用的時區為UTC-6，即北美中部時區（CST）。同時該地設有夏令時間，為UTC-6調快一小時，即UTC-5（CDT）。